# Мария Палеологина (дъщеря на Андроник III Палеолог)
Мария Палеологина (на гръцки: Μαρία Παλαιολογίνα, починала на 6 август 1383 г. или на 6 август 1384 г.) е византийска принцеса – дъщеря на император Андроник III Палеолог, която през 1355 г. била омъжена за Франческо Гатилузио, лорд на Лесбос.
Родена е в семейството на император Андроник III Палеолог и втората му съпруга Анна Савойска. Била по-малка сестра на император Йоан V Палеолог, който я омъжил през 1355 г. за Франческо Гатилузио, спазвайки обещанието си, дадено в замяна на помощта, която Гатилузио му оказал, за да си върне властта в Константинопол през ноември 1154 г. Освен това императорът предал на Фрачанческо и сестра си управлението на остров Лесбос, който бил отделен като зестра на Мария. След като сватбата била отпразнувана в Константинопол, Мария и съпругът ѝ заминали за Митилини и на 17 юли 1355 г. пристигат на острова, където започнали да управляват като господари (игемони) на острова. Там Мария родила на Франческо трима сина:
- Андроник
- Доменик
- Якопо (Франческо II Гатилузио).[5]

Изглежда, че след омъжването си за Франческо Мария Палеологина запазила православната си вяра и дори успяла да убеди съпруга си да кръстят първородния си син на покойния ѝ баща Андроник III. С името на Мария Палеологина е свързано и популяризирането на култа към свети архангел Михаил на остров Лесбос през втората половина на XIV век, като се смята, че изграждането на няколко църкви, посветени на архангел Михаил – семеен патрон на Палеолозите, – през този период е станало по времето, в което Мария управлява острова заедно със съпруга си.
Мария Палеологина умира по време на голямото земетресение, опустошило острова на 6 август 1383 или 1384 г., по време на което умират още съпругът ѝ Франческо и двамата им сина Андроник и Доменико. Въпреки че местната Кратка хроника на Леспбос описва подробно драматичните събития от онзи ден, в нея не се споменава нищо за съдбата на Мария по време на земетресението, а някои автори дори смятат, че Мария е починала по-рано – към 1376/77 г., бъркайки по неизвестни причини датата на смъртта ѝ с тази на друга Мария Палеологина, която била сестра на император Андроник IV Палеолог и починала през същата година. Въпреки това през 1403 г. кастилският посланник в Самарканд Руй Гонзалес де Клавихо посещава острова и съобщава, че при земетресението починала и майката на господаря на острова, който през 1403 г. се управлява от третия син на Мария – Франческо II Гатилузио. Смята се, че за смъртта ѝ свидетелства още и фактът, че след смъртта на Франческо I, попечителството върху малолетния Франческо II било възложено на брата на покойния лорд на острова, а не на майката на момчето, както би се очаквало, ако тя е била жива по това време.
Предполага се, че Мария е била положена заедно със съпруга си в големия римски мраморен саркофаг, който е изложен на юг от разкритите основи на църквата „Свети Йоан Предтеча“ в кастела на Митилини, която Франческо I построил приживе като семеен мавзолей.

### Цитирана литература
- ((en)) Konstantinidi, Chara (2016). Maria Palaiologina wife of Francesco Gattilusio on Lesbos and her Byzntine bequest (summery), translated by Alexandra Doumas. Μαρία Παλαιολόγου σύζυγος Φραγκίσκου Γατελούζου στη Λέσβο και η Βυζαντινή παρακαταθήκη της, Μνήμη Μανόλη Χατζηδάκη Ακαδημία Αθηνών 23 Φεβρουαρίου 2015, by Χαρά Κωνσταντινίδη. Αθήνα, pp. 89 - 110, ISBN 978-960-404-315-6, https://www.academia.edu/35331373/Η_Μαρία_Παλαιολογίνα_σύζυγος_Φραγκίσκου_Γατελούζου_στην_Λέσβο_και_η_βυζαντινή_παρακαταθήκη_της_Maria_Palaiologina_wife_of_Francesco_Gattilusio_on_Lesbos_and_her_Byzantine_Bequest_
- ((de)) Trapp, Erich; Beyer, Hans-Veit; Walther, Rainer et al. (2001) [1976–1996]. Prosopographisches Lexikon der Palaiologenzeit, CD-ROM. Wien: Verlag der Österreichischen Akademie der Wissenschaften, ISBN 3-7001-3003-1, https://archive.org/details/ErichTrappProsopographischesLexikonDerPALAIOLOGENZEIT/mode/2up
- ((en)) Wright, Christopher (2014). The Gattilusio Lordships and the Aegean World 1355–1462, The medieval Mediterranean : peoples, economies and cultures, 400–1500, Volume 100. Lieden & Boston: Brill, ISSN 0928-5520, ISBN 978-90-04-26469-4 (hardback), ISBN 978-90-04-26481-6 (e-book), https://archive.org/details/wright-gattilusio-lordships-and-the-aegean-world/mode/1up
- ((sr)) Николић, М. (2012). Ή τού Θεού διά των άρχόντων προμήθεια - византијски архонти XV века и религиозне задужбине. Два примера. – Зборник радова Византолошког института, 49,  365-385, doi:10.2298/ZRVI1249365N, ISSN 2683-3867, https://www.academia.edu/10087892/He_tou_Theou_dia_ton_archonton_prometheia_Византијски_архонти_XV_века_и_религиозне_задужбине_Два_примера_Byzantine_15th_century_archontes_and_religious_endowments_Two_examples_